# Hypnum mukahivense
Hypnum mukahivense är en bladmossart som beskrevs av W. P. Schimper in Jardin 1875. Hypnum mukahivense ingår i släktet flätmossor, och familjen Hypnaceae. Inga underarter finns listade i Catalogue of Life.